# Кеннетт (Міссурі)
Кеннетт (англ. Kennett) — місто (англ. city) в США, в окрузі Данкін штату Міссурі. Населення — 10 515 осіб (2020).

## Географія
Кеннетт розташований за координатами 36°14′25″ пн. ш. 90°2′51″ зх. д. / 36.24028° пн. ш. 90.04750° зх. д. (36.240279, -90.047393).  За даними Бюро перепису населення США в 2010 році місто мало площу 18,03 км², з яких 18,02 км² — суходіл та 0,01 км² — водойми.

### Клімат
| Клімат : Кеннетт      | Клімат : Кеннетт | Клімат : Кеннетт | Клімат : Кеннетт | Клімат : Кеннетт | Клімат : Кеннетт | Клімат : Кеннетт | Клімат : Кеннетт | Клімат : Кеннетт | Клімат : Кеннетт | Клімат : Кеннетт | Клімат : Кеннетт | Клімат : Кеннетт | Клімат : Кеннетт |
| Показник              | Січ.             | Лют.             | Бер.             | Квіт.            | Трав.            | Черв.            | Лип.             | Серп.            | Вер.             | Жовт.            | Лист.            | Груд.            | Рік              |
| Середній максимум, °C | 7,2              | 10,1             | 15,8             | 21,8             | 26,7             | 31,6             | 33,1             | 33,1             | 29,2             | 23,1             | 15,5             | 8,6              | 21,3             |
| Середній мінімум, °C  | −3,4             | −1,4             | 3,3              | 8,8              | 14,3             | 19,2             | 21,0             | 19,8             | 15,1             | 8,4              | 3,5              | −1,7             | 8,9              |
| Норма опадів, мм      | 93               | 103              | 115              | 124              | 139              | 90               | 91               | 59               | 84               | 114              | 112              | 124              | 1248             |
| Днів з опадами        | 7,5              | 8,3              | 9,1              | 9,2              | 9,7              | 7,4              | 7,0              | 5,4              | 6,5              | 7,4              | 8,4              | 8,6              | 94,5             |
| Днів зі снігом        | ,9               | 1,5              | ,1               | 0                | 0                | 0                | 0                | 0                | 0                | 0                | 0                | ,6               | 3,1              |
| --------------------- | ---------------- | ---------------- | ---------------- | ---------------- | ---------------- | ---------------- | ---------------- | ---------------- | ---------------- | ---------------- | ---------------- | ---------------- | ---------------- |
| Джерело: NOAA         |                  |                  |                  |                  |                  |                  |                  |                  |                  |                  |                  |                  |                  |

## Демографія
Згідно з переписом 2010 року, у місті мешкали 10 932 особи в 4377 домогосподарствах у складі 2849 родин. Густота населення становила 606 осіб/км².  Було 4863 помешкання (270/км²).
Расовий склад населення:
| - 80,1 % — білих - 16,2 % — чорних або афроамериканців - 0,6 % — азіатів - 0,2 % — корінних американців - 0,1 % — вихідців з тихоокеанських островів - 1,3 % — осіб інших рас |

До двох чи більше рас належало 1,7 %. Частка іспаномовних становила 3,5 % від усіх жителів.
За віковим діапазоном населення розподілялося таким чином: 25,5 % — особи молодші 18 років, 58,0 % — особи у віці 18—64 років, 16,5 % — особи у віці 65 років та старші. Медіана віку мешканця становила 38,4 року. На 100 осіб жіночої статі у місті припадало 89,0 чоловіків;  на 100 жінок у віці від 18 років та старших — 82,1 чоловіків також старших 18 років.
Середній дохід на одне домашнє господарство  становив 45 309 доларів США (медіана — 30 426), а середній дохід на одну сім'ю — 55 693 долари (медіана — 41 283). Медіана доходів становила 45 503 долари для чоловіків та 27 036 доларів для жінок. За межею бідності перебувало 30,5 % осіб, у тому числі 43,0 % дітей у віці до 18 років та 18,9 % осіб у віці 65 років та старших.
Цивільне працевлаштоване населення становило 3903 особи. Основні галузі зайнятості: освіта, охорона здоров'я та соціальна допомога — 32,1 %, виробництво — 16,6 %, роздрібна торгівля — 11,8 %.